# Khimki
Khimki - Химки (rus) - és una ciutat de l'óblast de Moscou, a Rússia. Es troba al nord-oest de Moscou.

## Història
La ciutat de Khimki s'establí oficialment el 1939. Es desenvolupà al voltant de l'estació de tren homònima que hi ha des del 1850 i que forma part de la ruta Moscou-Sant Petersburg. Tota la ciutat de Khimki té les fronteres amb la ciutat de Moscou.
Als darrers anys Khimki s'ha convertit en un suburbi de Moscou que continuà desenvolupant-se i en què s'hi han construït molts edificis nous. La ciutat queda travessada per la carretera que uneix Moscou amb l'Aeroport de Moscou-Xeremètievo.

## Demografia
| 2.900 | 23.100 | 47.800 | 86.600 | 111.900 | 132.902 | 141.000 | 162.074 | 183.551 | 225.678 |